# O Choro de Calado
O Choro de Calado foi um conjunto musical instrumental brasileiro, formado por volta de 1870 pelo flautista Joaquim Calado, que tocava de forma abrasileirada os ritmos estrangeiros muito em moda na época, como os europeus xote, polca e valsa, e africanos como o lundu. Calado é considerado um dos criadores do choro, ou pelo menos um dos principais colaboradores para a fixação do gênero, quando incorporou dois violões e um cavaquinho à sua flauta, que era o instrumento de solo. Apesar de ser um instrumental típico dos conjuntos da época, os três instrumentistas de cordas tinham boa capacidade e liberdade de improvisar sobre o acompanhamento harmônico, que é a base do Choro.
Alguns dos músicos que participaram de seu conjunto eram também seus amigos, Chiquinha Gonzaga e Viriato Figueira.